# Rose El Youssef
Rose El Youssef ou Rose Al Yusuf (en arabe : روز اليوسف), née en 1898 à Tripoli (Liban) et morte le 10 avril 1958 au Caire (Égypte), est une actrice et une patronne de presse égyptienne. De son vrai nom Fatima al-Youssef, elle choisit comme nom de scène Rose al-Youssef.

## Biographie
D'origine libanaise, elle se retrouve à 12 ans à Alexandrie puis au Caire, accueillie dans une famille d'artistes qui lui transmet la passion du théâtre. Sa carrière commence en 1912 avec la compagnie George Abyad. Puis elle devient, à partir de 1923, la vedette d'une troupe importante dans le renouveau du théâtre égyptien dans l'entre-deux-guerres, la troupe du Ramses de Youssef Wahbi. Elle devient ainsi l'une des premières actrices dont la notoriété soit forte dans le pays, puis Fatma Rochdi lui succède au théâtre Ramses comme vedette. Son interprétation du rôle de Marguerite Gautier dans La Dame aux camélias lui vaut le surnom de « Sarah Bernhardt de l'Orient ». Elle est l'animatrice d'un salon intellectuel et politique dans la capitale de l'Égypte à cette même époque,. Elle participe aux manifestations de 1919 pour l'indépendance . En 1925, voulant faire évoluer l'image des femmes artistes dans l'opinion, elle décide de fonder un nouveau magazine culturel, également porteur d'opinions sociales et politiques représentatives du courant nationaliste progressiste, et donne à ce magazine son nom, Rose al-Youssef (en),. 
Ce magazine, qui n'hésite pas à utiliser en illustration des caricatures, devient populaire. Des écrivains célèbres, comme Naguib Mahfouz, y publient des articles. Il aborde également des sujets tabous comme la religion et la sexualité. Mise en cause par le parti Wafd, elle doit faire un séjour en prison. Cet hebdomadaire cairote, qui s'est maintenu malgré la mort de sa fondatrice en 1958, s'est illustré en 1994 en étant l'une des rares revues arabes à oser publier des extraits des Versets Sataniques de Salman Rushdie.
En 1935, elle fonde un journal qui porte également son nom, Rose al-Yusuf, mais il s'agit cette fois d'un quotidien. En 1956, elle fonde une nouvelle revue, Sabah al-Khair. Rose al-Youssef, le quotidien et l'hebdomadaire, ainsi que la revue Sabah al-Khair, sont aujourd'hui édités par la Fondation Rose al-Youssef. 
Sa fondatrice, unique en son temps, est devenue une figure emblématique de la presse et du théâtre égyptien, et du contexte cairote dans l'entre-deux-guerres,. Un documentaire, intitulé La Légende de Rose al-Youssef
Égypte, a été réalisé en 2002 par Mohamad Kamel al-Kalioubi.
Elle meurt en 1958 et est enterrée à la Cité des morts du Caire ; au tournant des années 2020, ses restes sont cependant exhumés comme ceux de son fils, le journaliste Ihssan Abdel Koudouss, avant la destruction de leur monument funéraire, dans le contexte de la création d'un percement routier du cimetière.
Elle a écrit ses Mémoires, publiés en 1956.
En 2021, elle est l'une des personnalités présentées dans l'exposition « Divas. D'Oum Kalthoum à Dalida » à l'Institut du monde arabe (Paris).